# Félix Álvarez Acevedo
Félix Álvarez Acevedo (f. 1820) fue un militar español que destacó en la guerra de la Independencia Española a las órdenes del marqués de La Romana llegando al grado de coronel.
Fue comandante general de Galicia por nombramiento popular y formó parte del pronunciamiento de Riego, apoderándose de Santiago de Compostela y proclamando la Constitución.
Atacó a las fuerzas del gobernador legitimista, conde de San Román, pero resultó muerto cuando arengaba a las tropas.
Las cortes lo declararon benemérito de la patria.